# Дегляциация

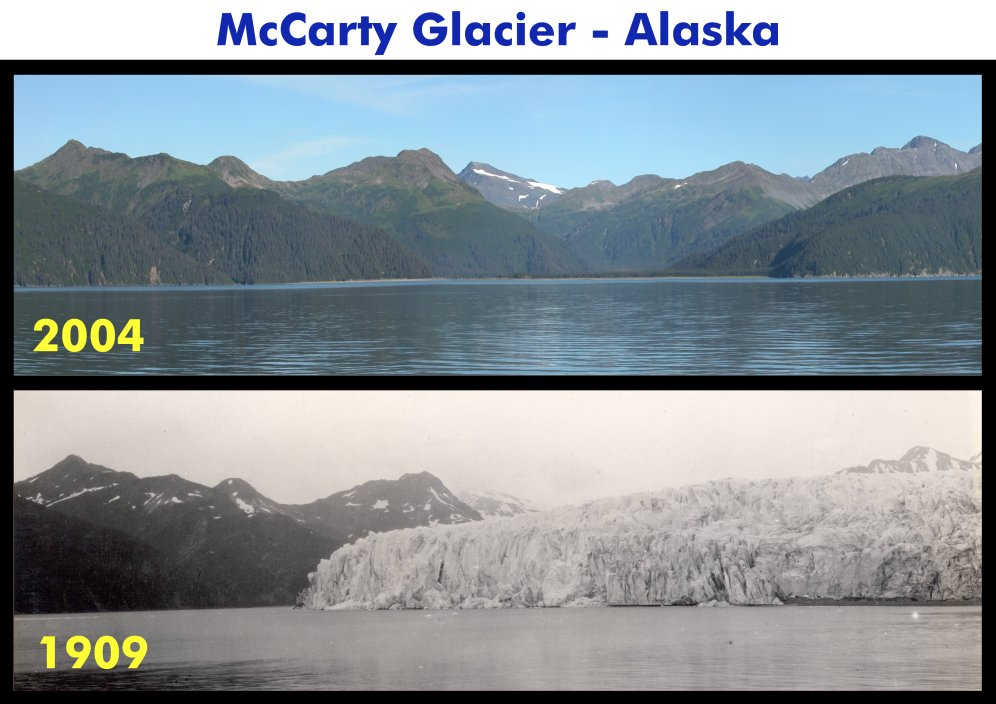
Деградация горных ледников Маккарти (McCarty), Аляска за 95 лет.

Дегляциация — процесс освобождения суши и морских акваторий от покрова налегающих и плавучих ледников.
Последняя крупная дегляциация — это сокращение объёма и площадей позднеплейстоценового оледенения, происходившее между 15 и 10 тыс. лет назад. С середины XIX века происходит антропогенная дегляциация, вызванная глобальным потеплением.

## Типы дегляциации
В зависимости от строения подледникового ложа механизмы дегляциации могут быть различными.
- Дегляциация может происходить фронтально, то есть идти путём постепенного отступания краёв активных ледниковых покровов и концов горных ледников.

- Дегляциация может быть ареальной и заключается в омертвении крупных частей ледниковых покровов или долинных ледников и их общем утончении (то есть стаивании сверху, распаде на глыбы мёртвого льда и так далее).

- Дегляциация может быть рассекающей. При таком механизме ведущая роль принадлежит спуску льда в океан через ледяные потоки (особенно, как подчёркивает М. Г. Гросвальд, ускоряющемуся при сёрджах), развитию бухт отёла айсбергов, их отступанию к верховьям подледниковых желобов и расчленению ледниковых покровов на «полосы» изолированных остаточных ледников.

| |  | |  |  |
| |  | Столовый айсберг, отколовшийся от шельфового ледника Росса в Западной Антарктиде. Отёл айсбергов — главная статья дегляциации покровных ледников. Январь 2001 год. |  |  |
| Характер деградации активных ледников Upsala Glacier в Аргентине В непосредственной близости от ледников, на освободившихся от них поверхностях, хорошо видны крупные вытянутые по движению борозды экзарации, бараньи лбы, друмлиноиды, зеркала скольжения льда и выпаханные льдом экзарационные ложбины, частично занятые озёрами. |  | Фронтальная дегляциация Западноантарктического ледникового покрова. Обнажена переработанная оледенением скальная приледниковая поверхность.                        |  |  |

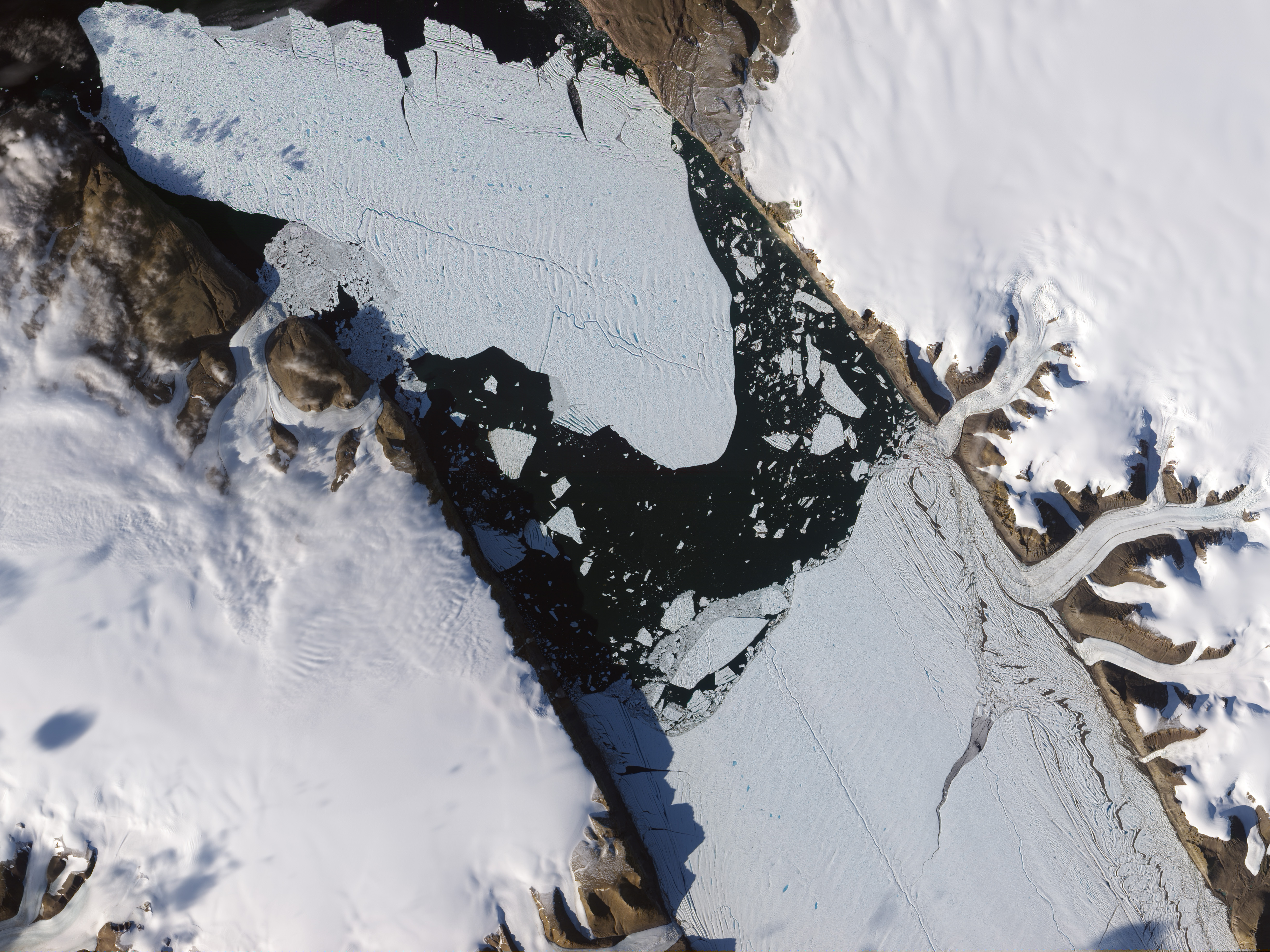
Процесс дегляциации горно-долинных ледников через механизм айсбергового отёла. Ледяной остров, откловшийся от ледника Петермана (Petermann Glacier) в северо-западной Гренландии, 5 августа 2010.

Первый способ характерен как для равнинных территорий, так и для горных стран. Ареальная дегляциация присуща, главным образом, территориям, на которых суша чередуется с внутренними морями, или для суши со сложной горно-долинной орографией (например, Байкальский регион (Байкальская рифтовая зона) и вообще — горы Южной Сибири, для которых характерно сочетание высоких горных хребтов и глубоких межгорных впадин. Наконец, третий тип дегляциации характерен для континентальных шельфов.

## Терминология
В общем, в научной литературе часто не делается различий между терминами «дегляциация» и «деградация оледенения». В содержание последнего термина также вкладывается процесс общего убывания и отмирания оледенения при длительном ухудшении гляциоклиматических условий. Такие же явления имеют место и при деградации «морских» ледников, однако, как замечает М. Г. Гросвальд, ведущую роль в этом процессе играют линия налегания ледяных потоков, их сёрджи, спуск льда в океан, формирование и отступание бухт отёла и т. д. Таким образом, оба эти термина возможно считать синонимами.